# Campeonato Brasileño de Fútbol Serie A 2022
El Campeonato Brasileño de Fútbol 2022 fue la  67.ª. edición del Campeonato Brasileño de Serie A. La temporada comenzó el 9 de abril de 2022 y finalizó el 13 de noviembre del mismo año.
Como en los últimos años, la Confederación Brasileña de Fútbol no estableció un número máximo de futbolistas extranjeros, sino solo cinco de ellos podrían firmar planilla por partido.

## Sistema
Los 20 equipos participantes se enfrentan en partidos de ida y vuelta en un sistema de todos contra todos. Al final de las 38 fechas el club con la mayor cantidad de puntos se proclamará campeón.
Como en las últimas ediciones, cada equipo puede incluir en el partido hasta cinco jugadores extranjeros, aunque en su plantel puedan tener cuantos extranjeros quieran.

### Descenso
Los cuatro equipos que finalicen en los últimos puestos en la tabla de posiciones final descenderán y jugarán la Serie B del siguiente año.

### Clasificaciones
- Los cuatro equipos que ocupen los primeros puestos clasifican a la fase de grupos de la Copa Libertadores 2023. El 5.º y el 6.º puesto de la tabla clasifican a la fase previa. En caso de que el campeón de la Copa de Brasil 2022 sea uno de los primeros cuatro equipos, el equipo que ocupe el 5.º puesto clasificará a la fase de grupos; en cambio, si el campeón de la Copa de Brasil 2021 está entre el 5.º y el 6.º puesto de la tabla cederá al equipo que ocupe el 7.º puesto de la tabla su lugar en la fase previa. Esto se debe a que el campeón de la Copa de Brasil obtiene cupo directo a la fase de grupos.

- Los siguientes seis equipos, no clasificados a la Copa Libertadores, clasifican a la Copa Sudamericana 2023.

- El campeón clasifica a la Supercopa de Brasil 2023.

### Criterios de desempate
1. Partidos ganados
2. Diferencia de goles
3. Goles a favor
4. Enfrentamientos directos
5. Cantidad de tarjetas amarillas
6. Cantidad de tarjetas rojas

## Relevos
| Pos. | Descendidos de la Serie A 2021 |
| ---- | ------------------------------ |
| 17.º | Grêmio                         |
| 18.º | Bahia                          |
| 19.º | Sport Recife                   |
| 20.º | Chapecoense                    |

| Pos. | Ascendidos de la Serie B 2021 |
| ---- | ----------------------------- |
| 1.º  | Botafogo                      |
| 2.º  | Goiás                         |
| 3.º  | Coritiba                      |
| 4.º  | Avaí                          |

## Datos
| Equipo               | Ciudad            | Estado             | Estadio                | Capacidad | Posición 2021 |
| -------------------- | ----------------- | ------------------ | ---------------------- | --------- | ------------- |
| América Mineiro      | Belo Horizonte    | Minas Gerais       | Independência          | 23 018    | 8.º Serie A   |
| Athletico Paranaense | Curitiba          | Paraná             | Arena da Baixada       | 42 370    | 14.º Serie A  |
| Atlético Goianiense  | Goiânia           | Goiás              | Antônio Accioly        | 12 500    | 9.º Serie A   |
| Atlético Mineiro     | Belo Horizonte    | Minas Gerais       | Mineirão               | 61 846    | 1.º Serie A   |
| Avaí                 | Florianópolis     | Santa Catarina     | Ressacada              | 18 000    | 4.º Serie B   |
| Botafogo             | Río de Janeiro    | Río de Janeiro     | Olímpico Nilton Santos | 46 831    | 1.º Serie B   |
| Ceará                | Fortaleza         | Ceará              | Castelão               | 67 037    | 11.º Serie A  |
| Corinthians          | São Paulo         | São Paulo          | Neo Química Arena      | 49 205    | 5.º Serie A   |
| Coritiba             | Curitiba          | Paraná             | Couto Pereira          | 40 502    | 3.º Serie B   |
| Cuiabá               | Cuiabá            | Mato Grosso        | Arena Pantanal         | 44 000    | 15.º Serie A  |
| Flamengo             | Río de Janeiro    | Río de Janeiro     | Maracaná               | 78 838    | 2.º Serie A   |
| Fluminense           | Río de Janeiro    | Río de Janeiro     | Maracaná               | 78 838    | 7.º Serie A   |
| Fortaleza            | Fortaleza         | Ceará              | Castelão               | 67 037    | 4.º Serie A   |
| Goiás                | Goiânia           | Goiás              | Serra Dourada          | 41 000    | 2.º Serie B   |
| Internacional        | Porto Alegre      | Río Grande del Sur | Beira-Rio              | 50 128    | 12.º Serie A  |
| Juventude            | Caxias do Sul     | Río Grande del Sur | Alfredo Jaconi         | 19 924    | 16.º Serie A  |
| Palmeiras            | São Paulo         | São Paulo          | Allianz Parque         | 43 713    | 3.º Serie A   |
| RB Bragantino        | Bragança Paulista | São Paulo          | Nabi Abi Chedid        | 17 128    | 6.º Serie A   |
| Santos               | Santos            | São Paulo          | Vila Belmiro           | 16 068    | 10.º Serie A  |
| São Paulo            | São Paulo         | São Paulo          | Morumbi                | 72 039    | 13.º Serie A  |

### Clubes por estado
| N | Estado             | Clubes                                                   |
| - | ------------------ | -------------------------------------------------------- |
| 5 | São Paulo          | Corinthians, Palmeiras, RB Bragantino, Santos, São Paulo |
| 3 | Río de Janeiro     | Botafogo, Flamengo, Fluminense                           |
| 2 | Ceará              | Ceará, Fortaleza                                         |
| 2 | Goiás              | Atlético Goianiense, Goiás                               |
| 2 | Minas Gerais       | América Mineiro, Atlético Mineiro                        |
| 2 | Paraná             | Athletico Paranaense, Coritiba                           |
| 2 | Río Grande del Sur | Internacional, Juventude                                 |
| 1 | Mato Grosso        | Cuiabá                                                   |
| 1 | Santa Catarina     | Avaí                                                     |

## Entrenadores
| Listado de entrenadores | Listado de entrenadores |
| Equipo                  | Entrenador              |
| ----------------------- | ----------------------- |
| América Mineiro         | Marquinhos Santos       |
| América Mineiro         | Vágner Mancini          |
| Athletico Paranaense    | Alberto Valentim        |
| Athletico Paranaense    | Fábio Carille           |
| Athletico Paranaense    | Luiz Felipe Scolari     |
| Atlético Goianiense     | Umberto Louzer          |
| Atlético Goianiense     | Jorginho                |
| Atlético Mineiro        | Antonio Mohamed         |
| Atlético Mineiro        | Cuca                    |
| Avaí                    | Eduardo Barroca         |
| Avaí                    | Lisca                   |
| Botafogo                | Luís Castro             |
| Bragantino              | Maurício Barbieri       |
| Ceará                   | Dorival Júnior          |
| Ceará                   | Marquinhos Santos       |
| Ceará                   | Lucho González          |
| Corinthians             | Vítor Pereira           |
| Coritiba                | Gustavo Morínigo        |
| Coritiba                | Guto Ferreira           |
| Cuiabá                  | Pintado                 |
| Cuiabá                  | António Oliveira        |
| Flamengo                | Paulo Sousa             |
| Flamengo                | Dorival Júnior          |
| Fluminense              | Abel Braga              |
| Fluminense              | Fernando Diniz          |
| Fortaleza               | Juan Pablo Vojvoda      |
| Goiás                   | Jair Ventura            |
| Internacional           | Alexander Medina        |
| Internacional           | Mano Menezes            |
| Juventude               | Eduardo Baptista        |
| Juventude               | Umberto Louzer          |
| Palmeiras               | Abel Ferreira           |
| Santos                  | Fabián Bustos           |
| Santos                  | Lisca                   |
| Santos                  | Orlando Ribeiro         |
| São Paulo               | Rogério Ceni            |

## Clasificación
| Pos. | Equipo                  | Pts. | PJ | G  | E  | P  | GF | GC | Dif. | Clasificación 2023                               |
| ---- | ----------------------- | ---- | -- | -- | -- | -- | -- | -- | ---- | ------------------------------------------------ |
| 1    | Palmeiras (C)           | 81   | 38 | 23 | 12 | 3  | 66 | 27 | +39  | Campeón y fase de grupos de la Copa Libertadores |
| 2    | Internacional           | 73   | 38 | 20 | 13 | 5  | 58 | 31 | +27  | Fase de grupos de la Copa Libertadores           |
| 3    | Fluminense              | 70   | 38 | 21 | 7  | 10 | 63 | 41 | +22  | Fase de grupos de la Copa Libertadores           |
| 4    | Corinthians             | 65   | 38 | 18 | 11 | 9  | 44 | 36 | +8   | Fase de grupos de la Copa Libertadores           |
| 5    | Flamengo                | 62   | 38 | 18 | 8  | 12 | 60 | 39 | +21  | Fase de grupos de la Copa Libertadores           |
| 6    | Athletico Paranaense    | 58   | 38 | 16 | 10 | 12 | 48 | 48 | 0    | Fase de grupos de la Copa Libertadores           |
| 7    | Atlético Mineiro        | 58   | 38 | 15 | 13 | 10 | 45 | 37 | +8   | Fase 2 de la Copa Libertadores                   |
| 8    | Fortaleza               | 55   | 38 | 15 | 10 | 13 | 46 | 39 | +7   | Fase 2 de la Copa Libertadores                   |
| 9    | São Paulo               | 54   | 38 | 13 | 15 | 10 | 55 | 42 | +13  | Fase de grupos de la Copa Sudamericana           |
| 10   | América Mineiro         | 53   | 38 | 15 | 8  | 15 | 40 | 40 | 0    | Fase de grupos de la Copa Sudamericana           |
| 11   | Botafogo                | 53   | 38 | 15 | 8  | 15 | 41 | 43 | −2   | Fase de grupos de la Copa Sudamericana           |
| 12   | Santos                  | 47   | 38 | 12 | 11 | 15 | 44 | 41 | +3   | Fase de grupos de la Copa Sudamericana           |
| 13   | Goiás                   | 46   | 38 | 11 | 13 | 14 | 40 | 53 | −13  | Fase de grupos de la Copa Sudamericana           |
| 14   | RB Bragantino           | 44   | 38 | 11 | 11 | 16 | 49 | 59 | −10  | Fase de grupos de la Copa Sudamericana           |
| 15   | Coritiba                | 42   | 38 | 12 | 6  | 20 | 39 | 60 | −21  |                                                  |
| 16   | Cuiabá                  | 41   | 38 | 10 | 11 | 17 | 31 | 42 | −11  |                                                  |
| 17   | Ceará (D)               | 37   | 38 | 7  | 16 | 15 | 34 | 41 | −7   | Descenso a Serie B                               |
| 18   | Atlético Goianiense (D) | 36   | 38 | 8  | 12 | 18 | 39 | 57 | −18  | Descenso a Serie B                               |
| 19   | Avaí (D)                | 35   | 38 | 9  | 8  | 21 | 34 | 60 | −26  | Descenso a Serie B                               |
| 20   | Juventude (D)           | 22   | 38 | 3  | 13 | 22 | 29 | 69 | −40  | Descenso a Serie B                               |

 Fuente: CBF
Criterios de clasificación: 1) Puntos; 2) Partidos ganados; 3) Diferencia de gol; 4) Goles anotados; 5) Resultados en partidos directos (solo entre dos equipos); 6) Menor cantidad de tarjetas rojas; 7) Menor cantidad de tarjetas amarillas; 8) Sorteo.
Notas:
1. ↑  Clasificado a la Copa Libertadores 2023 como campeón de la Copa Libertadores 2022.

|                                 |
| Bandera del estado de São Paulo |
| Campeón Palmeiras 11.º título   |

## Evolución de la clasificación
| Jornada / Equipo     | 1  | 2  | 3   | 4   | 5   | 6   | 7   | 8   | 9  | 10 | 11 | 12 | 13 | 14 | 15 | 16 | 17 | 18 | 19 | 20 | 21 | 22 | 23 | 24 | 25 | 26 | 27 | 28 | 29  | 30  | 31  | 32  | 33  | 34  | 35 | 36 | 37 | 38 |
| Jornada / Equipo     |    |    |     |     |     |     |     |     |    |    |    |    |    |    |    |    |    |    |    |    |    |    |    |    |    |    |    |    |     |     |     |     |     |     |    |    |    |    |
| -------------------- | -- | -- | --- | --- | --- | --- | --- | --- | -- | -- | -- | -- | -- | -- | -- | -- | -- | -- | -- | -- | -- | -- | -- | -- | -- | -- | -- | -- | --- | --- | --- | --- | --- | --- | -- | -- | -- | -- |
| Palmeiras            | 14 | 15 | 8+  | 11  | 13  | 9   | 2   | 1   | 2  | 1  | 1  | 1  | 1  | 1  | 1  | 1  | 1  | 1  | 1  | 1  | 1  | 1  | 1  | 1  | 1  | 1  | 1  | 1  | 1   | 1   | 1   | 1   | 1   | 1   | 1  | 1  | 1  | 1  |
| Internacional        | 18 | 13 | 5   | 8   | 9   | 11  | 11  | 12  | 7  | 7  | 4  | 3  | 5  | 4  | 5  | 3  | 4  | 6  | 7  | 6  | 6  | 6  | 5  | 5  | 4  | 2  | 2  | 3  | 2   | 2   | 2   | 2   | 2   | 2   | 2  | 2  | 2  | 2  |
| Fluminense           | 13 | 6  | 13  | 14  | 15  | 12  | 7   | 11  | 13 | 8  | 8  | 11 | 6  | 6  | 6  | 5  | 5  | 4  | 3  | 3  | 3  | 4  | 2  | 3  | 5  | 4  | 3  | 2  | 3   | 3   | 5   | 4   | 5   | 4   | 4  | 3  | 3  | 3  |
| Corinthians          | 3  | 1  | 3   | 1   | 1   | 1   | 1   | 3   | 1  | 2  | 2  | 2  | 2  | 2  | 4  | 2  | 3  | 2  | 2  | 2  | 2  | 3  | 4  | 4  | 3  | 5  | 5  | 4  | 4   | 4   | 3   | 5*  | 4*  | 5*  | 5  | 4  | 4  | 4  |
| Flamengo             | 10 | 4  | 9+  | 12  | 14  | 16  | 14  | 8   | 11 | 14 | 16 | 10 | 14 | 9  | 8  | 9  | 7  | 7  | 6  | 5  | 5  | 2  | 3  | 2  | 2  | 3  | 4  | 5  | 5   | 5   | 4   | 3   | 3   | 3   | 3  | 5  | 5  | 5  |
| Athletico Paranaense | 20 | 20 | 16  | 16  | 12  | 15  | 12  | 6   | 8  | 3  | 5  | 4  | 3  | 3  | 2  | 6  | 6  | 5  | 5  | 4  | 4  | 5  | 6  | 6  | 6  | 6  | 6  | 6  | 6   | 6   | 6   | 6   | 6   | 6   | 6  | 6  | 6  | 6  |
| Atlético Mineiro     | 4  | 2  | 2   | 3   | 7   | 2+  | 4   | 2   | 3  | 4  | 6  | 6  | 4  | 5  | 3  | 4  | 2  | 3  | 4  | 7  | 7  | 7  | 7  | 7  | 7  | 7  | 7  | 7  | 7   | 7   | 7   | 7   | 7   | 7   | 7  | 8  | 7  | 7  |
| Fortaleza            | 15 | 19 | 20* | 20* | 20* | 20* | 20* | 20* | 20 | 20 | 20 | 20 | 19 | 20 | 20 | 20 | 19 | 19 | 20 | 18 | 17 | 15 | 13 | 12 | 12 | 15 | 14 | 14 | 9   | 11  | 10  | 9   | 10  | 9   | 10 | 11 | 10 | 8  |
| São Paulo            | 1  | 7  | 11  | 5   | 6   | 3   | 3   | 5   | 6  | 6  | 3  | 5  | 9  | 8  | 7  | 7  | 9  | 10 | 10 | 10 | 11 | 11 | 12 | 13 | 14 | 13 | 13 | 12 | 13* | 10* | 12* | 12* | 8   | 8   | 8  | 9  | 11 | 9  |
| América Mineiro      | 16 | 9  | 14  | 10  | 4   | 8   | 9   | 10  | 5  | 9  | 9  | 13 | 16 | 17 | 13 | 15 | 17 | 17 | 15 | 13 | 10 | 8  | 9  | 9  | 8  | 8  | 8  | 8  | 8   | 8   | 8   | 8   | 9   | 11  | 9  | 7  | 9  | 10 |
| Botafogo             | 17 | 10 | 12  | 13  | 8   | 4   | 5   | 7   | 10 | 15 | 17 | 14 | 7  | 10 | 9  | 10 | 11 | 12 | 11 | 12 | 12 | 12 | 14 | 14 | 13 | 12 | 10 | 9  | 10  | 9   | 9   | 10  | 11  | 10  | 11 | 10 | 8  | 11 |
| Santos               | 12 | 5  | 1   | 6   | 2   | 5   | 6   | 9   | 9  | 10 | 11 | 8  | 8  | 7  | 10 | 8  | 10 | 9  | 9  | 9  | 9  | 10 | 8  | 8  | 10 | 10 | 11 | 10 | 11  | 14  | 11  | 11  | 12  | 12  | 12 | 12 | 12 | 12 |
| Goiás                | 19 | 17 | 18  | 18  | 16  | 13  | 15  | 15  | 12 | 13 | 14 | 16 | 17 | 14 | 17 | 12 | 13 | 14 | 14 | 11 | 13 | 13 | 11 | 10 | 9  | 9  | 9  | 11 | 12  | 13  | 14  | 14* | 14* | 13* | 14 | 13 | 13 | 13 |
| RB Bragantino        | 9  | 3  | 7   | 2   | 5   | 10+ | 13  | 14  | 15 | 11 | 12 | 9  | 10 | 12 | 14 | 11 | 8  | 8  | 8  | 8  | 8  | 9  | 10 | 11 | 11 | 11 | 12 | 13 | 14  | 12  | 13  | 13  | 13  | 14  | 13 | 14 | 14 | 14 |
| Coritiba             | 2  | 8  | 10  | 4   | 10  | 6   | 8   | 4   | 4  | 5  | 7  | 12 | 15 | 16 | 12 | 14 | 16 | 16 | 13 | 15 | 15 | 18 | 18 | 16 | 17 | 16 | 16 | 15 | 15* | 16* | 15* | 15* | 15  | 15  | 15 | 15 | 15 | 15 |
| Cuiabá               | 7  | 11 | 4   | 7   | 11  | 14  | 16  | 16  | 18 | 17 | 18 | 18 | 18 | 18 | 18 | 13 | 15 | 15 | 17 | 17 | 18 | 16 | 16 | 17 | 16 | 17 | 18 | 17 | 17  | 17  | 17  | 17  | 18  | 16  | 16 | 16 | 16 | 16 |
| Ceará                | 5  | 12 | 15* | 15* | 17* | 18* | 19* | 19* | 16 | 12 | 13 | 15 | 13 | 15 | 15 | 17 | 14 | 11 | 12 | 14 | 14 | 14 | 15 | 15 | 15 | 14 | 15 | 16 | 16  | 15  | 16  | 16  | 16  | 17  | 17 | 18 | 18 | 17 |
| Atlético Goianiense  | 11 | 18 | 17  | 17  | 19  | 19  | 17  | 17  | 19 | 18 | 15 | 17 | 12 | 13 | 16 | 18 | 18 | 18 | 18 | 19 | 19 | 19 | 19 | 19 | 19 | 19 | 19 | 19 | 19  | 18  | 18  | 18  | 17  | 18  | 18 | 17 | 17 | 18 |
| Avaí                 | 6  | 14 | 6   | 9   | 3   | 7   | 10  | 13  | 14 | 16 | 10 | 7  | 11 | 11 | 11 | 16 | 12 | 13 | 16 | 16 | 16 | 17 | 17 | 18 | 18 | 18 | 17 | 18 | 18  | 19  | 19  | 19  | 19  | 19  | 19 | 19 | 19 | 19 |
| Juventude            | 8  | 16 | 19  | 19  | 18  | 17  | 18  | 18  | 17 | 19 | 19 | 19 | 20 | 19 | 19 | 19 | 20 | 20 | 19 | 20 | 20 | 20 | 20 | 20 | 20 | 20 | 20 | 20 | 20  | 20  | 20  | 20  | 20  | 20  | 20 | 20 | 20 | 20 |

Nota 1:
* Indica la posición del equipo con un partido pendiente.

Nota 2:
+ Indica la posición del equipo con un partido extra.

## Resultados
- Los horarios corresponden a la hora local de Brasil (UTC-3).

### Primera rueda
| Jornada 1           | Jornada 1 | Jornada 1            | Jornada 1       | Jornada 1   | Jornada 1 | Jornada 1 |
| Local               | Resultado | Visitante            | Estadio         | Fecha       | Hora      | TV        |
| ------------------- | --------- | -------------------- | --------------- | ----------- | --------- | --------- |
| Fluminense          | 0 - 0     | Santos               | Maracaná        | 9 de abril  | 16:30     | Premiere  |
| Atlético Goianiense | 1 - 1     | Flamengo             | Antônio Accioly | 9 de abril  | 19:00     | Premiere  |
| Palmeiras           | 2 - 3     | Ceará                | Allianz Parque  | 9 de abril  | 21:00     | SporTV    |
| Coritiba            | 3 - 0     | Goiás                | Couto Pereira   | 10 de abril | 11:00     | Premiere  |
| Atlético Mineiro    | 2 - 0     | Internacional        | Mineirão        | 10 de abril | 16:00     | TV Globo  |
| Botafogo            | 1 - 3     | Corinthians          | Nilton Santos   | 10 de abril | 16:00     | TV Globo  |
| Fortaleza           | 0 - 1     | Cuiabá               | Castelão        | 10 de abril | 18:00     | −         |
| São Paulo           | 4 - 0     | Athletico Paranaense | Morumbi         | 10 de abril | 19:00     | SporTV    |
| Avaí                | 1 - 0     | América Mineiro      | Ressacada       | 10 de abril | 19:00     | Premiere  |
| Juventude           | 2 - 2     | RB Bragantino        | Alfredo Jaconi  | 11 de abril | 20:00     | Premiere  |

| Jornada 2            | Jornada 2 | Jornada 2           | Jornada 2         | Jornada 2   | Jornada 2 | Jornada 2 |
| Local                | Resultado | Visitante           | Estadio           | Fecha       | Hora      | TV        |
| -------------------- | --------- | ------------------- | ----------------- | ----------- | --------- | --------- |
| Goiás                | 1 - 1     | Palmeiras           | Hailé Pinheiro    | 16 de abril | 16:30     | Premiere  |
| América Mineiro      | 4 - 1     | Juventude           | Independência     | 16 de abril | 19:00     | Premiere  |
| Corinthians          | 3 - 0     | Avaí                | Neo Química Arena | 16 de abril | 19:00     | SporTV    |
| Cuiabá               | 0 - 1     | Fluminense          | Arena Pantanal    | 16 de abril | 21:00     | SporTV    |
| Santos               | 2 - 1     | Coritiba            | Vila Belmiro      | 17 de abril | 11:00     | Premiere  |
| Flamengo             | 3 - 1     | São Paulo           | Maracaná          | 17 de abril | 16:00     | TV Globo  |
| RB Bragantino        | 4 - 0     | Atlético Goianiense | Nabi Abi Chedid   | 17 de abril | 18:00     | Premiere  |
| Athletico Paranaense | 0 - 1     | Atlético Mineiro    | Arena da Baixada  | 17 de abril | 18:00     | −         |
| Internacional        | 2 - 1     | Fortaleza           | Beira-Rio         | 17 de abril | 18:00     | Premiere  |
| Ceará                | 1 - 3     | Botafogo            | Castelão          | 17 de abril | 19:00     | SporTV    |

| Jornada 3            | Jornada 3 | Jornada 3       | Jornada 3        | Jornada 3   | Jornada 3 | Jornada 3 |
| Local                | Resultado | Visitante       | Estadio          | Fecha       | Hora      | TV        |
| -------------------- | --------- | --------------- | ---------------- | ----------- | --------- | --------- |
| RB Bragantino        | 1 - 1     | São Paulo       | Nabi Abi Chedid  | 23 de abril | 16:30     | TV Globo  |
| Athletico Paranaense | 1 - 0     | Flamengo        | Arena da Baixada | 23 de abril | 16:30     | TV Globo  |
| Fluminense           | 0 - 1     | Internacional   | Maracaná         | 23 de abril | 19:00     | Premiere  |
| Palmeiras            | 3 - 0     | Corinthians     | Arena Barueri    | 23 de abril | 19:00     | Premiere  |
| Atlético Mineiro     | 2 - 2     | Coritiba        | Independência    | 23 de abril | 21:00     | SporTV    |
| Santos               | 3 - 0     | América Mineiro | Vila Belmiro     | 24 de abril | 16:00     | Premiere  |
| Juventude            | 0 - 1     | Cuiabá          | Alfredo Jaconi   | 24 de abril | 18:00     | Premiere  |
| Atlético Goianiense  | 1 - 1     | Botafogo        | Antônio Accioly  | 24 de abril | 18:30     | SporTV    |
| Avaí                 | 3 - 2     | Goiás           | Ressacada        | 25 de abril | 20:00     | Premiere  |
| Fortaleza            | 0 - 1     | Ceará           | Castelão         | 1 de junio  | 20:30     | −         |

| Jornada 4       | Jornada 4 | Jornada 4            | Jornada 4         | Jornada 4   | Jornada 4 | Jornada 4 |
| Local           | Resultado | Visitante            | Estadio           | Fecha       | Hora      | TV        |
| --------------- | --------- | -------------------- | ----------------- | ----------- | --------- | --------- |
| Flamengo        | 0 - 0     | Palmeiras            | Maracaná          | 20 de abril | 19:30     | Premiere  |
| América Mineiro | 1 - 0     | Athletico Paranaense | Independência     | 30 de abril | 16:30     | −         |
| Ceará           | 0 - 1     | RB Bragantino        | Castelão          | 30 de abril | 16:30     | Premiere  |
| Goiás           | 2 - 2     | Atlético Mineiro     | Hailé Pinheiro    | 30 de abril | 18:30     | SporTV    |
| Cuiabá          | 1 - 1     | Atlético Goianiense  | Arena Pantanal    | 30 de abril | 19:00     | Premiere  |
| Botafogo        | 1 - 1     | Juventude            | Nilton Santos     | 1 de mayo   | 11:00     | Premiere  |
| Corinthians     | 1 - 0     | Fortaleza            | Neo Química Arena | 1 de mayo   | 16:00     | TV Globo  |
| Coritiba        | 3 - 2     | Fluminense           | Couto Pereira     | 1 de mayo   | 16:00     | TV Globo  |
| Internacional   | 0 - 0     | Avaí                 | Beira-Rio         | 1 de mayo   | 19:00     | SporTV    |
| São Paulo       | 2 - 1     | Santos               | Morumbi           | 2 de mayo   | 20:00     | Premiere  |

| Jornada 5            | Jornada 5 | Jornada 5       | Jornada 5        | Jornada 5 | Jornada 5 | Jornada 5 |
| Local                | Resultado | Visitante       | Estadio          | Fecha     | Hora      | TV        |
| -------------------- | --------- | --------------- | ---------------- | --------- | --------- | --------- |
| Atlético Mineiro     | 1 - 2     | América Mineiro | Independência    | 7 de mayo | 16:30     | Premiere  |
| Athletico Paranaense | 1 - 0     | Ceará           | Arena da Baixada | 7 de mayo | 20:30     | −         |
| Flamengo             | 0 - 1     | Botafogo        | Mané Garrincha   | 8 de mayo | 11:00     | Premiere  |
| Palmeiras            | 1 - 1     | Fluminense      | Allianz Parque   | 8 de mayo | 16:00     | TV Globo  |
| Atlético Goianiense  | 0 - 1     | Goiás           | Antônio Accioly  | 8 de mayo | 16:00     | TV Globo  |
| RB Bragantino        | 0 - 1     | Corinthians     | Nabi Abi Chedid  | 8 de mayo | 18:00     | Premiere  |
| Santos               | 4 - 1     | Cuiabá          | Vila Belmiro     | 8 de mayo | 18:00     | Premiere  |
| Juventude            | 1 - 1     | Internacional   | Alfredo Jaconi   | 8 de mayo | 19:00     | SporTV    |
| Fortaleza            | 1 - 1     | São Paulo       | Castelão         | 8 de mayo | 19:00     | Premiere  |
| Avaí                 | 2 - 1     | Coritiba        | Ressacada        | 9 de mayo | 20:00     | SporTV    |

| Jornada 6        | Jornada 6 | Jornada 6            | Jornada 6           | Jornada 6  | Jornada 6 | Jornada 6 |
| Local            | Resultado | Visitante            | Estadio             | Fecha      | Hora      | TV        |
| ---------------- | --------- | -------------------- | ------------------- | ---------- | --------- | --------- |
| Ceará            | 2 - 2     | Flamengo             | Castelão            | 14 de mayo | 16:30     | Premiere  |
| Palmeiras        | 2 - 0     | RB Bragantino        | Allianz Parque      | 14 de mayo | 16:30     | Premiere  |
| Internacional    | 2 - 2     | Corinthians          | Beira-Rio           | 14 de mayo | 19:00     | Premiere  |
| Atlético Mineiro | 2 - 0     | Atlético Goianiense  | Independência       | 14 de mayo | 19:00     | Premiere  |
| Fluminense       | 2 - 1     | Athletico Paranaense | Raulino de Oliveira | 14 de mayo | 21:00     | SporTV    |
| São Paulo        | 2 - 1     | Cuiabá               | Morumbi             | 15 de mayo | 16:00     | TV Globo  |
| Coritiba         | 1 - 0     | América Mineiro      | Couto Pereira       | 15 de mayo | 17:30     | Premiere  |
| Botafogo         | 3 - 1     | Fortaleza            | Nilton Santos       | 15 de mayo | 18:00     | Premiere  |
| Avaí             | 1 - 2     | Juventude            | Ressacada           | 15 de mayo | 18:00     | Premiere  |
| Goiás            | 1 - 0     | Santos               | Hailé Pinheiro      | 15 de mayo | 19:00     | SporTV    |

| Jornada 7            | Jornada 7 | Jornada 7        | Jornada 7         | Jornada 7  | Jornada 7 | Jornada 7 |
| Local                | Resultado | Visitante        | Estadio           | Fecha      | Hora      | TV        |
| -------------------- | --------- | ---------------- | ----------------- | ---------- | --------- | --------- |
| RB Bragantino        | 1 - 1     | Atlético Mineiro | Nabi Abi Chedid   | 11 de mayo | 20:30     | Premiere  |
| Flamengo             | 1 - 0     | Goiás            | Maracaná          | 21 de mayo | 16:30     | Premiere  |
| Atlético Goianiense  | 2 - 0     | Coritiba         | Antônio Accioly   | 21 de mayo | 16:30     | Premiere  |
| Santos               | 0 - 0     | Ceará            | Arena Barueri     | 21 de mayo | 18:30     | SporTV    |
| Juventude            | 0 - 3     | Palmeiras        | Alfredo Jaconi    | 21 de mayo | 19:00     | Premiere  |
| América Mineiro      | 1 - 1     | Botafogo         | Independência     | 21 de mayo | 21:00     | SporTV    |
| Cuiabá               | 1 - 1     | Internacional    | Arena Pantanal    | 21 de mayo | 21:00     | Premiere  |
| Corinthians          | 1 - 1     | São Paulo        | Neo Química Arena | 22 de mayo | 16:00     | TV Globo  |
| Fortaleza            | 0 - 1     | Fluminense       | Castelão          | 22 de mayo | 16:00     | TV Globo  |
| Athletico Paranaense | 2 - 1     | Avaí             | Arena da Baixada  | 22 de mayo | 19:00     | −         |

| Jornada 8        | Jornada 8 | Jornada 8            | Jornada 8         | Jornada 8  | Jornada 8 | Jornada 8 |
| Local            | Resultado | Visitante            | Estadio           | Fecha      | Hora      | TV        |
| ---------------- | --------- | -------------------- | ----------------- | ---------- | --------- | --------- |
| Goiás            | 1 - 1     | RB Bragantino        | Hailé Pinheiro    | 28 de mayo | 16:30     | Premiere  |
| São Paulo        | 2 - 2     | Ceará                | Morumbi           | 28 de mayo | 19:00     | Premiere  |
| Fortaleza        | 1 - 1     | Juventude            | Castelão          | 28 de mayo | 20:30     | Premiere  |
| Coritiba         | 1 - 0     | Botafogo             | Couto Pereira     | 29 de mayo | 16:00     | TV Globo  |
| Santos           | 0 - 1     | Palmeiras            | Vila Belmiro      | 29 de mayo | 16:00     | TV Globo  |
| Cuiabá           | 0 - 1     | Athletico Paranaense | Arena Pantanal    | 29 de mayo | 18:00     | Premiere  |
| Corinthians      | 1 - 1     | América Mineiro      | Neo Química Arena | 29 de mayo | 18:00     | Premiere  |
| Fluminense       | 1 - 2     | Flamengo             | Maracaná          | 29 de mayo | 18:00     | Premiere  |
| Atlético Mineiro | 2 - 1     | Avaí                 | Mineirão          | 29 de mayo | 19:00     | SporTV    |
| Internacional    | 1 - 1     | Atlético Goianiense  | Beira-Rio         | 30 de mayo | 20:00     | SporTV    |

| Jornada 9            | Jornada 9 | Jornada 9        | Jornada 9        | Jornada 9  | Jornada 9 | Jornada 9 |
| Local                | Resultado | Visitante        | Estadio          | Fecha      | Hora      | TV        |
| -------------------- | --------- | ---------------- | ---------------- | ---------- | --------- | --------- |
| América Mineiro      | 2 - 1     | Cuiabá           | Independência    | 4 de junio | 16:30     | Premiere  |
| Avaí                 | 1 - 1     | São Paulo        | Ressacada        | 4 de junio | 19:00     | Premiere  |
| Athletico Paranaense | 2 - 2     | Santos           | Arena da Baixada | 4 de junio | 19:00     | −         |
| Ceará                | 1 - 1     | Coritiba         | Castelão         | 4 de junio | 19:00     | Premiere  |
| Atlético Goianiense  | 0 - 1     | Corinthians      | Antônio Accioly  | 4 de junio | 20:30     | Premiere  |
| Juventude            | 1 - 0     | Fluminense       | Alfredo Jaconi   | 5 de junio | 11:00     | Premiere  |
| Palmeiras            | 0 - 0     | Atlético Mineiro | Allianz Parque   | 5 de junio | 16:00     | TV Globo  |
| Flamengo             | 1 - 2     | Fortaleza        | Maracaná         | 5 de junio | 16:00     | TV Globo  |
| RB Bragantino        | 0 - 2     | Internacional    | Nabi Abi Chedid  | 5 de junio | 19:00     | SporTV    |
| Botafogo             | 1 - 2     | Goiás            | Nilton Santos    | 6 de junio | 20:00     | SporTV    |

| Jornada 10          | Jornada 10 | Jornada 10           | Jornada 10      | Jornada 10 | Jornada 10 | Jornada 10 |
| Local               | Resultado  | Visitante            | Estadio         | Fecha      | Hora       | TV         |
| ------------------- | ---------- | -------------------- | --------------- | ---------- | ---------- | ---------- |
| Cuiabá              | 1 - 0      | Corinthians          | Arena Pantanal  | 7 de junio | 21:30      | SporTV     |
| Juventude           | 1 - 3      | Athletico Paranaense | Alfredo Jaconi  | 8 de junio | 19:00      | SporTV     |
| América Mineiro     | 0 - 2      | Ceará                | Independência   | 8 de junio | 19:00      | Premiere   |
| RB Bragantino       | 1 - 0      | Flamengo             | Nabi Abi Chedid | 8 de junio | 20:30      | Premiere   |
| Atlético Goianiense | 2 - 1      | Avaí                 | Antônio Accioly | 8 de junio | 20:30      | Premiere   |
| Fluminense          | 5 - 3      | Atlético Mineiro     | Maracaná        | 8 de junio | 21:30      | TV Globo   |
| Santos              | 1 - 1      | Internacional        | Vila Belmiro    | 8 de junio | 21:30      | TV Globo   |
| Palmeiras           | 4 - 0      | Botafogo             | Allianz Parque  | 9 de junio | 19:00      | Premiere   |
| Coritiba            | 1 - 1      | São Paulo            | Couto Pereira   | 9 de junio | 20:00      | Premiere   |
| Fortaleza           | 1 - 1      | Goiás                | Castelão        | 9 de junio | 20:00      | Premiere   |

| Jornada 11       | Jornada 11 | Jornada 11           | Jornada 11        | Jornada 11  | Jornada 11 | Jornada 11 |
| Local            | Resultado  | Visitante            | Estadio           | Fecha       | Hora       | TV         |
| ---------------- | ---------- | -------------------- | ----------------- | ----------- | ---------- | ---------- |
| Corinthians      | 2 - 0      | Juventude            | Neo Química Arena | 11 de junio | 16:30      | Premiere   |
| Cuiabá           | 1 - 1      | RB Bragantino        | Arena Pantanal    | 11 de junio | 19:00      | Premiere   |
| Atlético Mineiro | 1 - 1      | Santos               | Mineirão          | 11 de junio | 19:00      | Premiere   |
| Fluminense       | 0 - 2      | Atlético Goianiense  | Maracaná          | 11 de junio | 19:00      | Premiere   |
| Internacional    | 3 - 1      | Flamengo             | Beira-Rio         | 11 de junio | 21:00      | SporTV     |
| São Paulo        | 1 - 0      | América Mineiro      | Morumbi           | 12 de junio | 16:00      | TV Globo   |
| Goiás            | 1 - 1      | Ceará                | Hailé Pinheiro    | 12 de junio | 16:00      | TV Globo   |
| Coritiba         | 0 - 2      | Palmeiras            | Couto Pereira     | 12 de junio | 18:00      | Premiere   |
| Fortaleza        | 0 - 0      | Athletico Paranaense | Castelão          | 12 de junio | 19:00      | SporTV     |
| Botafogo         | 0 - 1      | Avaí                 | Nilton Santos     | 13 de junio | 19:00      | Premiere   |

| Jornada 12           | Jornada 12 | Jornada 12          | Jornada 12       | Jornada 12  | Jornada 12 | Jornada 12 |
| Local                | Resultado  | Visitante           | Estadio          | Fecha       | Hora       | TV         |
| -------------------- | ---------- | ------------------- | ---------------- | ----------- | ---------- | ---------- |
| Juventude            | 1 - 2      | Santos              | Alfredo Jaconi   | 14 de junio | 21:30      | SporTV     |
| Ceará                | 0 - 0      | Atlético Mineiro    | Castelão         | 15 de junio | 19:00      | SporTV     |
| RB Bragantino        | 4 - 2      | Coritiba            | Nabi Abi Chedid  | 15 de junio | 19:00      | Premiere   |
| Goiás                | 1 - 2      | Internacional       | Hailé Pinheiro   | 15 de junio | 20:30      | Premiere   |
| Flamengo             | 2 - 0      | Cuiabá              | Maracaná         | 15 de junio | 20:30      | Premiere   |
| Athletico Paranaense | 1 - 1      | Corinthians         | Arena da Baixada | 15 de junio | 21:30      | TV Globo   |
| América Mineiro      | 0 - 0      | Fluminense          | Independência    | 15 de junio | 21:30      | TV Globo   |
| Botafogo             | 1 - 0      | São Paulo           | Nilton Santos    | 16 de junio | 16:00      | Premiere   |
| Palmeiras            | 4 - 2      | Atlético Goianiense | Allianz Parque   | 16 de junio | 18:00      | Premiere   |
| Avaí                 | 3 - 2      | Fortaleza           | Ressacada        | 16 de junio | 19:00      | Premiere   |

| Jornada 13          | Jornada 13 | Jornada 13           | Jornada 13        | Jornada 13  | Jornada 13 | Jornada 13 |
| Local               | Resultado  | Visitante            | Estadio           | Fecha       | Hora       | TV         |
| ------------------- | ---------- | -------------------- | ----------------- | ----------- | ---------- | ---------- |
| Cuiabá              | 0 - 0      | Ceará                | Arena Pantanal    | 18 de junio | 19:00      | Premiere   |
| Santos              | 2 - 2      | RB Bragantino        | Vila Belmiro      | 18 de junio | 21:00      | SporTV     |
| Coritiba            | 0 - 1      | Athletico Paranaense | Couto Pereira     | 19 de junio | 16:00      | TV Globo   |
| Atlético Mineiro    | 2 - 0      | Flamengo             | Mineirão          | 19 de junio | 16:00      | TV Globo   |
| Corinthians         | 1 - 0      | Goiás                | Neo Química Arena | 19 de junio | 16:00      | TV Globo   |
| Fortaleza           | 1 - 0      | América Mineiro      | Castelão          | 19 de junio | 18:00      | Premiere   |
| Atlético Goianiense | 3 - 1      | Juventude            | Antônio Accioly   | 19 de junio | 18:00      | Premiere   |
| Internacional       | 2 - 3      | Botafogo             | Beira-Rio         | 19 de junio | 18:00      | Premiere   |
| Fluminense          | 2 - 0      | Avaí                 | Maracaná          | 19 de junio | 19:00      | SporTV     |
| São Paulo           | 1 - 2      | Palmeiras            | Morumbi           | 20 de junio | 20:00      | Premiere   |

| Jornada 14           | Jornada 14 | Jornada 14          | Jornada 14        | Jornada 14  | Jornada 14 | Jornada 14   |
| Local                | Resultado  | Visitante           | Estadio           | Fecha       | Hora       | TV           |
| -------------------- | ---------- | ------------------- | ----------------- | ----------- | ---------- | ------------ |
| Internacional        | 3 - 0      | Coritiba            | Beira-Rio         | 24 de junio | 21:30      | SporTV       |
| Athletico Paranaense | 4 - 2      | RB Bragantino       | Arena da Baixada  | 25 de junio | 16:30      | Furacão Live |
| Flamengo             | 3 - 0      | América Mineiro     | Maracaná          | 25 de junio | 19:00      | Premiere     |
| Corinthians          | 0 - 0      | Santos              | Neo Química Arena | 25 de junio | 19:00      | Premiere     |
| Atlético Mineiro     | 3 - 2      | Fortaleza           | Mineirão          | 25 de junio | 21:00      | SporTV       |
| Botafogo             | 0 - 1      | Fluminense          | Nilton Santos     | 26 de junio | 16:00      | TV Globo     |
| Avaí                 | 2 - 2      | Palmeiras           | Ressacada         | 26 de junio | 16:00      | TV Globo     |
| Ceará                | 1 - 1      | Atlético Goianiense | Castelão          | 26 de junio | 18:00      | Premiere     |
| Goiás                | 1 - 0      | Cuiabá              | Hailé Pinheiro    | 26 de junio | 18:00      | Premiere     |
| São Paulo            | 0 - 0      | Juventude           | Morumbi           | 26 de junio | 18:00      | Premiere     |

| Jornada 15          | Jornada 15 | Jornada 15           | Jornada 15      | Jornada 15 | Jornada 15 | Jornada 15 |
| Local               | Resultado  | Visitante            | Estadio         | Fecha      | Hora       | TV         |
| ------------------- | ---------- | -------------------- | --------------- | ---------- | ---------- | ---------- |
| Fluminense          | 4 - 0      | Corinthians          | Maracaná        | 2 de julio | 16:30      | Premiere   |
| Juventude           | 1 - 2      | Atlético Mineiro     | Alfredo Jaconi  | 2 de julio | 16:30      | Premiere   |
| Santos              | 1 - 2      | Flamengo             | Vila Belmiro    | 2 de julio | 19:00      | Premiere   |
| Ceará               | 1 - 1      | Internacional        | Castelão        | 2 de julio | 19:00      | Premiere   |
| Palmeiras           | 0 - 2      | Athletico Paranaense | Allianz Parque  | 2 de julio | 21:00      | SporTV     |
| Avaí                | 1 - 2      | Cuiabá               | Ressacada       | 3 de julio | 11:00      | Premiere   |
| Atlético Goianiense | 1 - 2      | São Paulo            | Antônio Accioly | 3 de julio | 16:00      | TV Globo   |
| América Mineiro     | 1 - 0      | Goiás                | Independência   | 3 de julio | 18:00      | Premiere   |
| Coritiba            | 2 - 1      | Fortaleza            | Couto Pereira   | 3 de julio | 18:00      | Premiere   |
| RB Bragantino       | 0 - 1      | Botafogo             | Nabi Abi Chedid | 4 de julio | 20:00      | SporTV     |

| Jornada 16       | Jornada 16 | Jornada 16           | Jornada 16        | Jornada 16  | Jornada 16 | Jornada 16 |
| Local            | Resultado  | Visitante            | Estadio           | Fecha       | Hora       | TV         |
| ---------------- | ---------- | -------------------- | ----------------- | ----------- | ---------- | ---------- |
| RB Bragantino    | 4 - 0      | Avaí                 | Nabi Abi Chedid   | 9 de julio  | 16:30      | Premiere   |
| Fluminense       | 2 - 1      | Ceará                | Maracaná          | 9 de julio  | 19:00      | Premiere   |
| Goiás            | 2 - 1      | Athletico Paranaense | Hailé Pinheiro    | 9 de julio  | 20:30      | Premiere   |
| Coritiba         | 2 - 2      | Juventude            | Couto Pereira     | 10 de julio | 11:00      | Premiere   |
| Corinthians      | 1 - 0      | Flamengo             | Neo Química Arena | 10 de julio | 16:00      | TV Globo   |
| Atlético Mineiro | 0 - 0      | São Paulo            | Mineirão          | 10 de julio | 18:00      | Premiere   |
| Fortaleza        | 0 - 0      | Palmeiras            | Castelão          | 10 de julio | 18:00      | Premiere   |
| Santos           | 1 - 0      | Atlético Goianiense  | Vila Belmiro      | 10 de julio | 18:00      | Premiere   |
| Cuiabá           | 2 - 0      | Botafogo             | Arena Pantanal    | 10 de julio | 19:00      | SporTV     |
| Internacional    | 1 - 0      | América Mineiro      | Beira-Rio         | 11 de julio | 20:00      | SporTV     |

| Jornada 17           | Jornada 17 | Jornada 17       | Jornada 17       | Jornada 17  | Jornada 17 | Jornada 17   |
| Local                | Resultado  | Visitante        | Estadio          | Fecha       | Hora       | TV           |
| -------------------- | ---------- | ---------------- | ---------------- | ----------- | ---------- | ------------ |
| Athletico Paranaense | 0 - 0      | Internacional    | Arena da Baixada | 16 de julio | 16:30      | Furacão Live |
| Flamengo             | 2 - 0      | Coritiba         | Mané Garrincha   | 16 de julio | 19:00      | Premiere     |
| Avaí                 | 1 - 0      | Santos           | Ressacada        | 16 de julio | 19:00      | Premiere     |
| Ceará                | 3 - 1      | Corinthians      | Castelão         | 16 de julio | 21:00      | SporTV       |
| Juventude            | 0 - 0      | Goiás            | Alfredo Jaconi   | 17 de julio | 11:00      | Premiere     |
| São Paulo            | 2 - 2      | Fluminense       | Morumbi          | 17 de julio | 16:00      | TV Globo     |
| Atlético Goianiense  | 0 - 1      | Fortaleza        | Antônio Accioly  | 17 de julio | 18:00      | Premiere     |
| Botafogo             | 0 - 1      | Atlético Mineiro | Nilton Santos    | 17 de julio | 18:00      | Premiere     |
| América Mineiro      | 0 - 3      | RB Bragantino    | Independência    | 17 de julio | 19:00      | SporTV       |
| Palmeiras            | 1 - 0      | Cuiabá           | Allianz Parque   | 18 de julio | 20:00      | Premiere     |

| Jornada 18           | Jornada 18 | Jornada 18          | Jornada 18        | Jornada 18  | Jornada 18 | Jornada 18   |
| Local                | Resultado  | Visitante           | Estadio           | Fecha       | Hora       | TV           |
| -------------------- | ---------- | ------------------- | ----------------- | ----------- | ---------- | ------------ |
| Ceará                | 1 - 0      | Avaí                | Castelão          | 19 de julio | 21:30      | Premiere     |
| Goiás                | 2 - 3      | Fluminense          | Hailé Pinheiro    | 20 de julio | 19:00      | SporTV       |
| RB Bragantino        | 2 - 1      | Fortaleza           | Nabi Abi Chedid   | 20 de julio | 19:00      | Premiere     |
| Athletico Paranaense | 4 - 1      | Atlético Goianiense | Arena da Baixada  | 20 de julio | 19:30      | Furacão Live |
| Flamengo             | 4 - 0      | Juventude           | Mané Garrincha    | 20 de julio | 20:30      | Premiere     |
| Internacional        | 3 - 3      | São Paulo           | Beira-Rio         | 20 de julio | 20:30      | Premiere     |
| Corinthians          | 3 - 1      | Coritiba            | Neo Química Arena | 20 de julio | 21:30      | TV Globo     |
| Santos               | 2 - 0      | Botafogo            | Vila Belmiro      | 20 de julio | 21:30      | TV Globo     |
| Cuiabá               | 1 - 1      | Atlético Mineiro    | Arena Pantanal    | 21 de julio | 19:00      | SporTV       |
| América Mineiro      | 0 - 1      | Palmeiras           | Independência     | 21 de julio | 20:00      | Premiere     |

| Jornada 19          | Jornada 19 | Jornada 19           | Jornada 19          | Jornada 19  | Jornada 19 | Jornada 19 |
| Local               | Resultado  | Visitante            | Estadio             | Fecha       | Hora       | TV         |
| ------------------- | ---------- | -------------------- | ------------------- | ----------- | ---------- | ---------- |
| São Paulo           | 3 - 3      | Goiás                | Morumbi             | 23 de julio | 19:00      | Premiere   |
| Botafogo            | 2 - 0      | Athletico Paranaense | Nilton Santos       | 23 de julio | 21:00      | SporTV     |
| Avaí                | 1 - 2      | Flamengo             | Ressacada           | 24 de julio | 11:00      | Premiere   |
| Palmeiras           | 2 - 1      | Internacional        | Allianz Parque      | 24 de julio | 16:00      | TV Globo   |
| Juventude           | 1 - 0      | Ceará                | Alfredo Jaconi      | 24 de julio | 16:00      | TV Globo   |
| Fluminense          | 2 - 1      | RB Bragantino        | Raulino de Oliveira | 24 de julio | 16:00      | TV Globo   |
| Atlético Goianiense | 0 - 1      | América Mineiro      | Antônio Accioly     | 24 de julio | 18:00      | Premiere   |
| Atlético Mineiro    | 1 - 2      | Corinthians          | Mineirão            | 24 de julio | 18:00      | Premiere   |
| Fortaleza           | 0 - 0      | Santos               | Castelão            | 24 de julio | 19:00      | SporTV     |
| Coritiba            | 1 - 0      | Cuiabá               | Couto Pereira       | 25 de julio | 20:00      | Premiere   |

### Segunda rueda
| Jornada 20           | Jornada 20 | Jornada 20          | Jornada 20        | Jornada 20  | Jornada 20 | Jornada 20 |
| Local                | Resultado  | Visitante           | Estadio           | Fecha       | Hora       | TV         |
| -------------------- | ---------- | ------------------- | ----------------- | ----------- | ---------- | ---------- |
| Goiás                | 1 - 0      | Coritiba            | Hailé Pinheiro    | 30 de julio | 16:30      | Premiere   |
| Ceará                | 1 - 2      | Palmeiras           | Castelão          | 30 de julio | 16:30      | Premiere   |
| Corinthians          | 1 - 0      | Botafogo            | Neo Química Arena | 30 de julio | 19:00      | Premiere   |
| Flamengo             | 4 - 1      | Atlético Goianiense | Maracaná          | 30 de julio | 20:30      | Premiere   |
| Internacional        | 3 - 0      | Atlético Mineiro    | Beira-Rio         | 31 de julio | 16:00      | TV Globo   |
| Athletico Paranaense | 1 - 0      | São Paulo           | Arena da Baixada  | 31 de julio | 16:00      | TV Globo   |
| América Mineiro      | 3 - 1      | Avaí                | Independência     | 31 de julio | 18:00      | Premiere   |
| Cuiabá               | 0 - 1      | Fortaleza           | Arena Pantanal    | 31 de julio | 18:00      | Premiere   |
| RB Bragantino        | 1 - 0      | Juventude           | Nabi Abi Chedid   | 31 de julio | 19:00      | SporTV     |
| Santos               | 2 - 2      | Fluminense          | Vila Belmiro      | 1 de agosto | 20:00      | SporTV     |

| Jornada 21          | Jornada 21 | Jornada 21           | Jornada 21      | Jornada 21  | Jornada 21 | Jornada 21 |
| Local               | Resultado  | Visitante            | Estadio         | Fecha       | Hora       | TV         |
| ------------------- | ---------- | -------------------- | --------------- | ----------- | ---------- | ---------- |
| Juventude           | 0 - 1      | América Mineiro      | Alfredo Jaconi  | 6 de agosto | 16:30      | Premiere   |
| Botafogo            | 1 - 1      | Ceará                | Nilton Santos   | 6 de agosto | 16:30      | Premiere   |
| Atlético Goianiense | 2 - 1      | RB Bragantino        | Antônio Accioly | 6 de agosto | 19:00      | Premiere   |
| Avaí                | 1 - 1      | Corinthians          | Ressacada       | 6 de agosto | 19:00      | Premiere   |
| São Paulo           | 0 - 2      | Flamengo             | Morumbi         | 6 de agosto | 20:30      | TV Globo   |
| Fluminense          | 1 - 0      | Cuiabá               | Maracaná        | 7 de agosto | 16:00      | Premiere   |
| Palmeiras           | 3 - 0      | Goiás                | Allianz Parque  | 7 de agosto | 16:00      | Premiere   |
| Fortaleza           | 3 - 0      | Internacional        | Castelão        | 7 de agosto | 18:00      | Premiere   |
| Atlético Mineiro    | 2 - 3      | Athletico Paranaense | Mineirão        | 7 de agosto | 19:00      | SporTV     |
| Coritiba            | 1 - 2      | Santos               | Couto Pereira   | 8 de agosto | 20:00      | SporTV     |

| Jornada 22      | Jornada 22 | Jornada 22           | Jornada 22        | Jornada 22   | Jornada 22 | Jornada 22 |
| Local           | Resultado  | Visitante            | Estadio           | Fecha        | Hora       | TV         |
| --------------- | ---------- | -------------------- | ----------------- | ------------ | ---------- | ---------- |
| Goiás           | 1 - 1      | Avaí                 | Hailé Pinheiro    | 13 de agosto | 16:30      | Premiere   |
| Corinthians     | 0 - 1      | Palmeiras            | Neo Química Arena | 13 de agosto | 19:00      | Premiere   |
| Cuiabá          | 1 - 0      | Juventude            | Arena Pantanal    | 13 de agosto | 20:30      | Premiere   |
| Botafogo        | 0 - 0      | Atlético Goianiense  | Nilton Santos     | 13 de agosto | 21:00      | SporTV     |
| Coritiba        | 0 - 1      | Atlético Mineiro     | Couto Pereira     | 14 de agosto | 11:00      | Premiere   |
| São Paulo       | 3 - 0      | RB Bragantino        | Morumbi           | 14 de agosto | 16:00      | TV Globo   |
| Ceará           | 0 - 1      | Fortaleza            | Castelão          | 14 de agosto | 16:00      | TV Globo   |
| Flamengo        | 5 - 0      | Athletico Paranaense | Maracaná          | 14 de agosto | 16:00      | TV Globo   |
| América Mineiro | 1 - 0      | Santos               | Independência     | 14 de agosto | 18:00      | Premiere   |
| Internacional   | 3 - 0      | Fluminense           | Beira-Rio         | 14 de agosto | 19:00      | SporTV     |

| Jornada 23           | Jornada 23 | Jornada 23      | Jornada 23       | Jornada 23   | Jornada 23 | Jornada 23   |
| Local                | Resultado  | Visitante       | Estadio          | Fecha        | Hora       | TV           |
| -------------------- | ---------- | --------------- | ---------------- | ------------ | ---------- | ------------ |
| Atlético Mineiro     | 0 - 1      | Goiás           | Mineirão         | 20 de agosto | 16:30      | SporTV       |
| Fluminense           | 5 - 2      | Coritiba        | Maracaná         | 20 de agosto | 19:00      | SporTV       |
| Juventude            | 2 - 2      | Botafogo        | Alfredo Jaconi   | 21 de agosto | 11:00      | Premiere     |
| Palmeiras            | 1 - 1      | Flamengo        | Allianz Parque   | 21 de agosto | 16:00      | TV Globo     |
| Athletico Paranaense | 1 - 1      | América Mineiro | Arena da Baixada | 21 de agosto | 18:00      | Furacão Live |
| Atlético Goianiense  | 1 - 1      | Cuiabá          | Antônio Accioly  | 21 de agosto | 18:00      | Premiere     |
| Fortaleza            | 1 - 0      | Corinthians     | Castelão         | 21 de agosto | 18:00      | Premiere     |
| RB Bragantino        | 1 - 1      | Ceará           | Nabi Abi Chedid  | 21 de agosto | 18:00      | Premiere     |
| Santos               | 1 - 0      | São Paulo       | Vila Belmiro     | 21 de agosto | 19:00      | Premiere     |
| Avaí                 | 0 - 1      | Internacional   | Ressacada        | 22 de agosto | 20:00      | Premiere     |

| Jornada 24      | Jornada 24 | Jornada 24           | Jornada 24        | Jornada 24   | Jornada 24 | Jornada 24 |
| Local           | Resultado  | Visitante            | Estadio           | Fecha        | Hora       | TV         |
| --------------- | ---------- | -------------------- | ----------------- | ------------ | ---------- | ---------- |
| Goiás           | 2 - 1      | Atlético Goianiense  | Hailé Pinheiro    | 27 de agosto | 16:30      | Premiere   |
| Coritiba        | 1 - 0      | Avaí                 | Couto Pereira     | 27 de agosto | 16:30      | Premiere   |
| Fluminense      | 1 - 1      | Palmeiras            | Maracaná          | 27 de agosto | 19:00      | Premiere   |
| Ceará           | 0 - 0      | Athletico Paranaense | Castelão          | 27 de agosto | 21:00      | SporTV     |
| São Paulo       | 0 - 1      | Fortaleza            | Morumbi           | 28 de agosto | 16:00      | TV Globo   |
| América Mineiro | 1 - 1      | Atlético Mineiro     | Independência     | 28 de agosto | 16:00      | TV Globo   |
| Botafogo        | 0 - 1      | Flamengo             | Nilton Santos     | 28 de agosto | 18:00      | Premiere   |
| Cuiabá          | 0 - 0      | Santos               | Arena Pantanal    | 28 de agosto | 18:00      | Premiere   |
| Internacional   | 4 - 0      | Juventude            | Beira-Rio         | 29 de agosto | 20:00      | SporTV     |
| Corinthians     | 1 - 0      | RB Bragantino        | Neo Química Arena | 29 de agosto | 21:30      | Premiere   |

| Jornada 25           | Jornada 25 | Jornada 25       | Jornada 25        | Jornada 25      | Jornada 25 | Jornada 25   |
| Local                | Resultado  | Visitante        | Estadio           | Fecha           | Hora       | TV           |
| -------------------- | ---------- | ---------------- | ----------------- | --------------- | ---------- | ------------ |
| Juventude            | 1 - 1      | Avaí             | Alfredo Jaconi    | 3 de septiembre | 16:30      | Premiere     |
| RB Bragantino        | 2 - 2      | Palmeiras        | Nabi Abi Chedid   | 3 de septiembre | 19:00      | Premiere     |
| Athletico Paranaense | 1 - 0      | Fluminense       | Arena da Baixada  | 3 de septiembre | 19:00      | Furacão Live |
| América Mineiro      | 2 - 0      | Coritiba         | Independência     | 3 de septiembre | 20:30      | Premiere     |
| Flamengo             | 1 - 1      | Ceará            | Maracaná          | 4 de septiembre | 11:00      | Premiere     |
| Corinthians          | 2 - 2      | Internacional    | Neo Química Arena | 4 de septiembre | 16:00      | TV Globo     |
| Fortaleza            | 1 - 3      | Botafogo         | Castelão          | 4 de septiembre | 16:00      | TV Globo     |
| Atlético Goianiense  | 0 - 2      | Atlético Mineiro | Antônio Accioly   | 4 de septiembre | 18:00      | SporTV       |
| Cuiabá               | 1 - 1      | São Paulo        | Arena Pantanal    | 4 de septiembre | 19:00      | SporTV       |
| Santos               | 1 - 2      | Goiás            | Vila Belmiro      | 5 de septiembre | 20:00      | Premiere     |

| Jornada 26       | Jornada 26 | Jornada 26           | Jornada 26     | Jornada 26       | Jornada 26 | Jornada 26 |
| Local            | Resultado  | Visitante            | Estadio        | Fecha            | Hora       | TV         |
| ---------------- | ---------- | -------------------- | -------------- | ---------------- | ---------- | ---------- |
| Atlético Mineiro | 1 - 1      | RB Bragantino        | Mineirão       | 7 de septiembre  | 17:00      | Premiere   |
| Internacional    | 1 - 0      | Cuiabá               | Beira-Rio      | 10 de septiembre | 16:30      | Premiere   |
| Ceará            | 2 - 1      | Santos               | Castelão       | 10 de septiembre | 16:30      | Premiere   |
| Fluminense       | 2 - 1      | Fortaleza            | Maracaná       | 10 de septiembre | 19:00      | Premiere   |
| Palmeiras        | 2 - 1      | Juventude            | Allianz Parque | 10 de septiembre | 21:00      | SporTV     |
| Avaí             | 1 - 1      | Athletico Paranaense | Ressacada      | 11 de septiembre | 11:00      | Premiere   |
| Botafogo         | 0 - 0      | América Mineiro      | Nilton Santos  | 11 de septiembre | 11:00      | Premiere   |
| Coritiba         | 2 - 0      | Atlético Goianiense  | Couto Pereira  | 11 de septiembre | 16:00      | Premiere   |
| São Paulo        | 1 - 1      | Corinthians          | Morumbi        | 11 de septiembre | 16:00      | TV Globo   |
| Goiás            | 1 - 1      | Flamengo             | Hailé Pinheiro | 11 de septiembre | 19:00      | SporTV     |

| Jornada 27           | Jornada 27 | Jornada 27       | Jornada 27       | Jornada 27       | Jornada 27 | Jornada 27   |
| Local                | Resultado  | Visitante        | Estadio          | Fecha            | Hora       | TV           |
| -------------------- | ---------- | ---------------- | ---------------- | ---------------- | ---------- | ------------ |
| Avaí                 | 1 - 0      | Atlético Mineiro | Ressacada        | 17 de septiembre | 16:30      | Premiere     |
| Botafogo             | 2 - 0      | Coritiba         | Nilton Santos    | 17 de septiembre | 19:00      | Premiere     |
| RB Bragantino        | 1 - 1      | Goiás            | Nabi Abi Chedid  | 18 de septiembre | 11:00      | Premiere     |
| Flamengo             | 1 - 2      | Fluminense       | Maracaná         | 18 de septiembre | 16:00      | TV Globo     |
| Ceará                | 0 - 2      | São Paulo        | Castelão         | 18 de septiembre | 16:00      | TV Globo     |
| América Mineiro      | 1 - 0      | Corinthians      | Independência    | 18 de septiembre | 18:00      | Premiere     |
| Juventude            | 1 - 1      | Fortaleza        | Alfredo Jaconi   | 18 de septiembre | 18:00      | Premiere     |
| Palmeiras            | 1 - 0      | Santos           | Allianz Parque   | 18 de septiembre | 18:30      | SporTV       |
| Athletico Paranaense | 2 - 2      | Cuiabá           | Arena da Baixada | 18 de septiembre | 19:00      | Furacão Live |
| Atlético Goianiense  | 1 - 2      | Internacional    | Antônio Accioly  | 19 de septiembre | 20:00      | SporTV       |

| Jornada 28       | Jornada 28 | Jornada 28           | Jornada 28        | Jornada 28       | Jornada 28 | Jornada 28 |
| Local            | Resultado  | Visitante            | Estadio           | Fecha            | Hora       | TV         |
| ---------------- | ---------- | -------------------- | ----------------- | ---------------- | ---------- | ---------- |
| São Paulo        | 4 - 0      | Avaí                 | Morumbi           | 25 de septiembre | 20:00      | Premiere   |
| Santos           | 2 - 0      | Athletico Paranaense | Vila Belmiro      | 27 de septiembre | 21:00      | SporTV     |
| Fortaleza        | 3 - 2      | Flamengo             | Castelão          | 28 de septiembre | 19:00      | SporTV     |
| Corinthians      | 2 - 1      | Atlético Goianiense  | Neo Química Arena | 28 de septiembre | 19:00      | Premiere   |
| Coritiba         | 1 - 0      | Ceará                | Couto Pereira     | 28 de septiembre | 19:00      | Premiere   |
| Fluminense       | 4 - 0      | Juventude            | Maracaná          | 28 de septiembre | 19:00      | Premiere   |
| Cuiabá           | 2 - 1      | América Mineiro      | Arena Pantanal    | 28 de septiembre | 21:00      | Premiere   |
| Atlético Mineiro | 0 - 1      | Palmeiras            | Mineirão          | 28 de septiembre | 21:45      | TV Globo   |
| Goiás            | 0 - 1      | Botafogo             | Hailé Pinheiro    | 28 de septiembre | 21:45      | TV Globo   |
| Internacional    | 0 - 0      | RB Bragantino        | Beira-Rio         | 28 de septiembre | 21:45      | TV Globo   |

| Jornada 29           | Jornada 29 | Jornada 29          | Jornada 29        | Jornada 29    | Jornada 29 | Jornada 29   |
| Local                | Resultado  | Visitante           | Estadio           | Fecha         | Hora       | TV           |
| -------------------- | ---------- | ------------------- | ----------------- | ------------- | ---------- | ------------ |
| Atlético Mineiro     | 2 - 0      | Fluminense          | Mineirão          | 1 de octubre  | 15:00      | TV Globo     |
| Internacional        | 1 - 0      | Santos              | Beira-Rio         | 1 de octubre  | 15:00      | TV Globo     |
| Ceará                | 1 - 2      | América Mineiro     | Castelão          | 1 de octubre  | 15:00      | TV Globo     |
| Goiás                | 0 - 1      | Fortaleza           | Hailé Pinheiro    | 1 de octubre  | 19:00      | Premiere     |
| Avaí                 | 1 - 2      | Atlético Goianiense | Ressacada         | 1 de octubre  | 19:00      | Premiere     |
| Athletico Paranaense | 2 - 0      | Juventude           | Arena da Baixada  | 1 de octubre  | 19:00      | Furacão Live |
| Flamengo             | 4 - 1      | RB Bragantino       | Maracaná          | 1 de octubre  | 19:00      | Premiere     |
| Corinthians          | 2 - 0      | Cuiabá              | Neo Química Arena | 1 de octubre  | 21:00      | SporTV       |
| Botafogo             | 1 - 3      | Palmeiras           | Nilton Santos     | 3 de octubre  | 20:00      | SporTV       |
| São Paulo            | 3 - 1      | Coritiba            | Morumbi           | 20 de octubre | 20:00      | Premiere     |

| Jornada 30           | Jornada 30 | Jornada 30       | Jornada 30       | Jornada 30   | Jornada 30 | Jornada 30   |
| Local                | Resultado  | Visitante        | Estadio          | Fecha        | Hora       | TV           |
| -------------------- | ---------- | ---------------- | ---------------- | ------------ | ---------- | ------------ |
| Juventude            | 2 - 2      | Corinthians      | Alfredo Jaconi   | 4 de octubre | 21:30      | −            |
| RB Bragantino        | 2 - 1      | Cuiabá           | Nabi Abi Chedid  | 5 de octubre | 19:00      | Premiere     |
| Ceará                | 1 - 1      | Goiás            | Castelão         | 5 de octubre | 19:00      | Premiere     |
| Atlético Goianiense  | 3 - 2      | Fluminense       | Antônio Accioly  | 5 de octubre | 19:00      | SporTV       |
| Athletico Paranaense | 1 - 1      | Fortaleza        | Arena da Baixada | 5 de octubre | 19:30      | Furacão Live |
| Flamengo             | 0 - 0      | Internacional    | Maracaná         | 5 de octubre | 21:30      | TV Globo     |
| Santos               | 1 - 2      | Atlético Mineiro | Vila Belmiro     | 5 de octubre | 21:30      | TV Globo     |
| Palmeiras            | 4 - 0      | Coritiba         | Allianz Parque   | 6 de octubre | 19:00      | Premiere     |
| Avaí                 | 1 - 2      | Botafogo         | Ressacada        | 6 de octubre | 20:00      | Premiere     |
| América Mineiro      | 1 - 2      | São Paulo        | Independência    | 6 de octubre | 20:00      | SporTV       |

| Jornada 31          | Jornada 31 | Jornada 31           | Jornada 31        | Jornada 31    | Jornada 31 | Jornada 31 |
| Local               | Resultado  | Visitante            | Estadio           | Fecha         | Hora       | TV         |
| ------------------- | ---------- | -------------------- | ----------------- | ------------- | ---------- | ---------- |
| Cuiabá              | 1 - 2      | Flamengo             | Arena Pantanal    | 8 de octubre  | 19:00      | Premiere   |
| Corinthians         | 2 - 1      | Athletico Paranaense | Neo Química Arena | 8 de octubre  | 21:00      | SporTV     |
| Internacional       | 4 - 2      | Goiás                | Beira-Rio         | 9 de octubre  | 11:00      | Premiere   |
| São Paulo           | 0 - 1      | Botafogo             | Morumbi           | 9 de octubre  | 16:00      | TV Globo   |
| Fortaleza           | 2 - 0      | Avaí                 | Castelão          | 9 de octubre  | 16:00      | TV Globo   |
| Atlético Mineiro    | 0 - 0      | Ceará                | Mineirão          | 9 de octubre  | 18:00      | Premiere   |
| Fluminense          | 0 - 2      | América Mineiro      | Maracaná          | 9 de octubre  | 18:00      | Premiere   |
| Coritiba            | 2 - 1      | RB Bragantino        | Couto Pereira     | 9 de octubre  | 18:00      | Premiere   |
| Atlético Goianiense | 1 - 1      | Palmeiras            | Antônio Accioly   | 10 de octubre | 18:30      | Premiere   |
| Santos              | 4 - 1      | Juventude            | Vila Belmiro      | 10 de octubre | 20:00      | SporTV     |

| Jornada 32           | Jornada 32 | Jornada 32          | Jornada 32       | Jornada 32    | Jornada 32 | Jornada 32   |
| Local                | Resultado  | Visitante           | Estadio          | Fecha         | Hora       | TV           |
| -------------------- | ---------- | ------------------- | ---------------- | ------------- | ---------- | ------------ |
| América Mineiro      | 1 - 2      | Fortaleza           | Independência    | 15 de octubre | 20:30      | Premiere     |
| Flamengo             | 1 - 0      | Atlético Mineiro    | Maracaná         | 15 de octubre | 20:30      | Premiere     |
| Palmeiras            | 0 - 0      | São Paulo           | Allianz Parque   | 16 de octubre | 16:00      | Premiere     |
| Ceará                | 1 - 1      | Cuiabá              | Castelão         | 16 de octubre | 16:00      | TV Globo     |
| Botafogo             | 0 - 1      | Internacional       | Nilton Santos    | 16 de octubre | 18:00      | Premiere     |
| Juventude            | 1 - 1      | Atlético Goianiense | Alfredo Jaconi   | 16 de octubre | 18:00      | Premiere     |
| Athletico Paranaense | 1 - 0      | Coritiba            | Arena da Baixada | 16 de octubre | 19:00      | Furacão Live |
| Avaí                 | 0 - 3      | Fluminense          | Ressacada        | 16 de octubre | 19:00      | SporTV       |
| RB Bragantino        | 0 - 2      | Santos              | Nabi Abi Chedid  | 17 de octubre | 20:00      | SporTV       |
| Goiás                | 0 - 0      | Corinthians         | Hailé Pinheiro   | 29 de octubre | 19:30      | Premiere     |

| Jornada 33          | Jornada 33 | Jornada 33           | Jornada 33      | Jornada 33    | Jornada 33 | Jornada 33 |
| Local               | Resultado  | Visitante            | Estadio         | Fecha         | Hora       | TV         |
| ------------------- | ---------- | -------------------- | --------------- | ------------- | ---------- | ---------- |
| RB Bragantino       | 4 - 2      | Athletico Paranaense | Nabi Abi Chedid | 22 de octubre | 16:30      | Premiere   |
| América Mineiro     | 1 - 2      | Flamengo             | Independência   | 22 de octubre | 19:00      | Premiere   |
| Santos              | 0 - 1      | Corinthians          | Vila Belmiro    | 22 de octubre | 19:00      | Premiere   |
| Palmeiras           | 3 - 0      | Avaí                 | Allianz Parque  | 22 de octubre | 21:00      | SporTV     |
| Fluminense          | 2 - 2      | Botafogo             | Maracaná        | 23 de octubre | 16:00      | TV Globo   |
| Juventude           | 1 - 2      | São Paulo            | Alfredo Jaconi  | 23 de octubre | 16:00      | TV Globo   |
| Atlético Goianiense | 1 - 0      | Ceará                | Antônio Accioly | 23 de octubre | 18:00      | Premiere   |
| Cuiabá              | 1 - 2      | Goiás                | Arena Pantanal  | 23 de octubre | 18:00      | Premiere   |
| Coritiba            | 1 - 1      | Internacional        | Couto Pereira   | 23 de octubre | 18:00      | Premiere   |
| Fortaleza           | 0 - 0      | Atlético Mineiro     | Castelão        | 24 de octubre | 20:00      | SporTV     |

| Jornada 34           | Jornada 34 | Jornada 34          | Jornada 34        | Jornada 34    | Jornada 34 | Jornada 34   |
| Local                | Resultado  | Visitante           | Estadio           | Fecha         | Hora       | TV           |
| -------------------- | ---------- | ------------------- | ----------------- | ------------- | ---------- | ------------ |
| Flamengo             | 3 - 2      | Santos              | Maracaná          | 25 de octubre | 21:45      | Premiere     |
| Athletico Paranaense | 1 - 3      | Palmeiras           | Arena da Baixada  | 25 de octubre | 21:45      | Furacão Live |
| Botafogo             | 2 - 1      | RB Bragantino       | Nilton Santos     | 26 de octubre | 19:30      | SporTV       |
| Corinthians          | 0 - 2      | Fluminense          | Neo Química Arena | 26 de octubre | 21:45      | TV Globo     |
| Internacional        | 2 - 1      | Ceará               | Beira-Rio         | 26 de octubre | 21:45      | TV Globo     |
| Goiás                | 2 - 2      | América Mineiro     | Hailé Pinheiro    | 26 de octubre | 21:45      | TV Globo     |
| São Paulo            | 2 - 1      | Atlético Goianiense | Morumbi           | 27 de octubre | 19:00      | Premiere     |
| Fortaleza            | 3 - 1      | Coritiba            | Castelão          | 27 de octubre | 19:00      | Premiere     |
| Atlético Mineiro     | 1 - 0      | Juventude           | Mineirão          | 27 de octubre | 19:30      | SporTV       |
| Cuiabá               | 1 - 0      | Avaí                | Arena Pantanal    | 27 de octubre | 20:00      | Premiere     |

| Jornada 35           | Jornada 35 | Jornada 35       | Jornada 35       | Jornada 35     | Jornada 35 | Jornada 35   |
| Local                | Resultado  | Visitante        | Estadio          | Fecha          | Hora       | TV           |
| -------------------- | ---------- | ---------------- | ---------------- | -------------- | ---------- | ------------ |
| Ceará                | 0 - 1      | Fluminense       | Castelão         | 31 de octubre  | 20:00      | SporTV       |
| Botafogo             | 0 - 2      | Cuiabá           | Nilton Santos    | 1 de noviembre | 19:00      | Premiere     |
| São Paulo            | 2 - 2      | Atlético Mineiro | Morumbi          | 1 de noviembre | 21:30      | Premiere     |
| América Mineiro      | 1 - 0      | Internacional    | Independência    | 2 de noviembre | 16:00      | Premiere     |
| Athletico Paranaense | 3 - 2      | Goiás            | Arena da Baixada | 2 de noviembre | 16:00      | Furacão Live |
| Atlético Goianiense  | 2 - 3      | Santos           | Antônio Accioly  | 2 de noviembre | 19:00      | SporTV       |
| Juventude            | 0 - 1      | Coritiba         | Alfredo Jaconi   | 2 de noviembre | 19:00      | Premiere     |
| Avaí                 | 1 - 2      | RB Bragantino    | Ressacada        | 2 de noviembre | 19:00      | Premiere     |
| Palmeiras (C)        | 4 - 0      | Fortaleza        | Allianz Parque   | 2 de noviembre | 21:30      | Premiere     |
| Flamengo             | 1 - 2      | Corinthians      | Maracaná         | 2 de noviembre | 21:30      | TV Globo     |

| Jornada 36       | Jornada 36 | Jornada 36           | Jornada 36        | Jornada 36     | Jornada 36 | Jornada 36 |
| Local            | Resultado  | Visitante            | Estadio           | Fecha          | Hora       | TV         |
| ---------------- | ---------- | -------------------- | ----------------- | -------------- | ---------- | ---------- |
| Santos           | 1 - 1      | Avaí                 | Arena Barueri     | 5 de noviembre | 16:30      | Premiere   |
| Fluminense       | 3 - 1      | São Paulo            | Maracaná          | 5 de noviembre | 16:30      | Premiere   |
| Goiás            | 1 - 0      | Juventude            | Hailé Pinheiro    | 5 de noviembre | 19:00      | Premiere   |
| RB Bragantino    | 1 - 4      | América Mineiro      | Nabi Abi Chedid   | 5 de noviembre | 19:00      | Premiere   |
| Corinthians      | 1 - 0      | Ceará                | Neo Química Arena | 5 de noviembre | 20:30      | Premiere   |
| Internacional    | 2 - 0      | Athletico Paranaense | Beira-Rio         | 5 de noviembre | 21:00      | SporTV     |
| Fortaleza        | 1 - 1      | Atlético Goianiense  | Castelão          | 6 de noviembre | 16:00      | Premiere   |
| Coritiba         | 1 - 0      | Flamengo             | Couto Pereira     | 6 de noviembre | 16:00      | TV Globo   |
| Cuiabá           | 1 - 1      | Palmeiras            | Arena Pantanal    | 6 de noviembre | 18:30      | TV Globo   |
| Atlético Mineiro | 0 - 2      | Botafogo             | Mineirão          | 7 de noviembre | 20:00      | SporTV     |

| Jornada 37          | Jornada 37 | Jornada 37           | Jornada 37      | Jornada 37      | Jornada 37 | Jornada 37 |
| Local               | Resultado  | Visitante            | Estadio         | Fecha           | Hora       | TV         |
| ------------------- | ---------- | -------------------- | --------------- | --------------- | ---------- | ---------- |
| São Paulo           | 0 - 1      | Internacional        | Morumbi         | 8 de noviembre  | 21:30      | SporTV     |
| Avaí                | 2 - 0      | Ceará                | Ressacada       | 9 de noviembre  | 19:00      | SporTV     |
| Coritiba            | 2 - 2      | Corinthians          | Couto Pereira   | 9 de noviembre  | 19:00      | Premiere   |
| Fluminense          | 3 - 0      | Goiás                | Maracaná        | 9 de noviembre  | 19:00      | Premiere   |
| Fortaleza           | 6 - 0      | RB Bragantino        | Castelão        | 9 de noviembre  | 20:30      | Premiere   |
| Atlético Goianiense | 1 - 1      | Athletico Paranaense | Antônio Accioly | 9 de noviembre  | 21:30      | TV Globo   |
| Juventude           | 2 - 2      | Flamengo             | Alfredo Jaconi  | 9 de noviembre  | 21:30      | TV Globo   |
| Palmeiras           | 2 - 1      | América Mineiro      | Allianz Parque  | 9 de noviembre  | 21:30      | TV Globo   |
| Botafogo            | 3 - 0      | Santos               | Nilton Santos   | 10 de noviembre | 20:00      | SporTV     |
| Atlético Mineiro    | 3 - 0      | Cuiabá               | Mineirão        | 10 de noviembre | 20:00      | Premiere   |

| Jornada 38           | Jornada 38 | Jornada 38          | Jornada 38        | Jornada 38      | Jornada 38 | Jornada 38 |
| Local                | Resultado  | Visitante           | Estadio           | Fecha           | Hora       | TV         |
| -------------------- | ---------- | ------------------- | ----------------- | --------------- | ---------- | ---------- |
| Flamengo             | 1 - 2      | Avaí                | Maracaná          | 12 de noviembre | 16:00      | SporTV     |
| Athletico Paranaense | 3 - 0      | Botafogo            | Arena da Baixada  | 13 de noviembre | 16:00      | TV Globo   |
| Corinthians          | 0 - 1      | Atlético Mineiro    | Neo Química Arena | 13 de noviembre | 16:00      | TV Globo   |
| Santos               | 0 - 2      | Fortaleza           | Vila Belmiro      | 13 de noviembre | 16:00      | SporTV     |
| Internacional        | 3 - 0      | Palmeiras           | Beira-Rio         | 13 de noviembre | 16:00      | Premiere   |
| RB Bragantino        | 0 - 1      | Fluminense          | Nabi Abi Chedid   | 13 de noviembre | 16:00      | Premiere   |
| América Mineiro      | 1 - 1      | Atlético Goianiense | Independência     | 13 de noviembre | 16:00      | Premiere   |
| Goiás                | 0 - 4      | São Paulo           | Hailé Pinheiro    | 13 de noviembre | 16:00      | Premiere   |
| Cuiabá               | 2 - 1      | Coritiba            | Arena Pantanal    | 13 de noviembre | 16:00      | Premiere   |
| Ceará                | 4 - 1      | Juventude           | Castelão          | 13 de noviembre | 16:00      | Premiere   |

## Goleadores
| Jugador          | Equipo               | Goles |
| ---------------- | -------------------- | ----- |
| Germán Cano      | Fluminense           | 26    |
| Pedro Raul       | Goiás                | 19    |
| Jonathan Calleri | São Paulo            | 18    |
| Bissoli          | Avaí                 | 14    |
| Marcos Leonardo  | Santos               | 13    |
| Hulk             | Atlético Mineiro     | 12    |
| Rony             | Palmeiras            | 12    |
| David Terans     | Athletico Paranaense | 12    |
| Gabriel Barbosa  | Flamengo             | 11    |
| Pedro            | Flamengo             | 11    |
| Luan Cândido     | RB Bragantino        | 11    |
| Luciano          | São Paulo            | 11    |